# Merkursäule (Stuttgart)

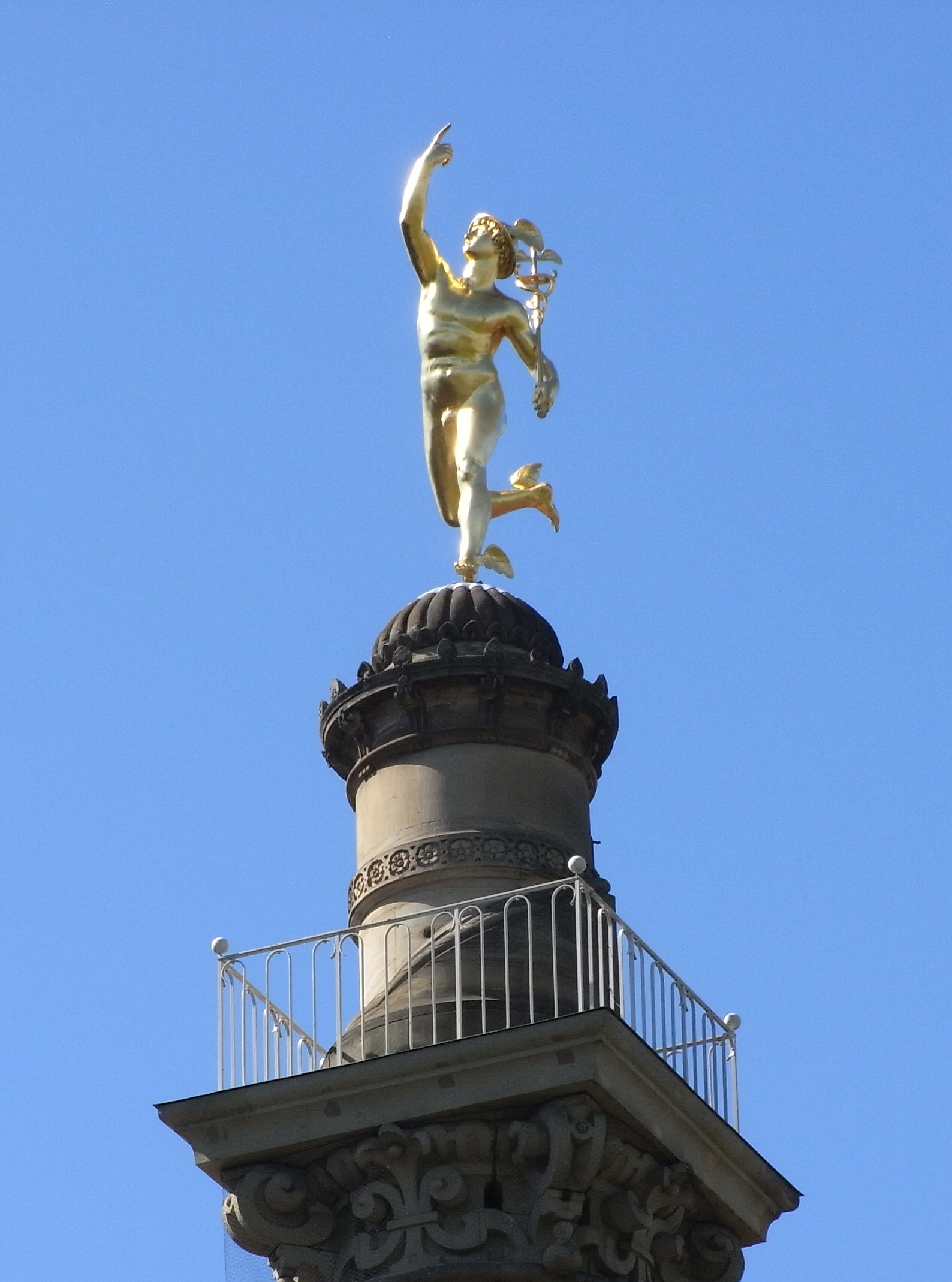
Merkursäule (Ausschnitt), 2011.

Die Merkursäule ist ein ehemaliger Wasserturm in Stuttgart, der 1598 nach den Plänen von Heinrich Schickhardt erbaut wurde und seit 1862 von einem vergoldeten Merkurstandbild gekrönt wird. Der Turm ist mit der Nordostecke der Alten Kanzlei verbunden, einem Gebäude zwischen Schillerplatz und Schlossplatz. Die Eckturm ist als ionische Säule ausgebildet und trägt ein mit reichen Ornamenten verziertes Kapitell nach dem Entwurf von Wendel Dietterlin, über dem eine gittergeschützte Aussichtsplattform angebracht ist. Die Säule endet in einem Stumpf mit einer Halbkugel, die ein „Schwebender Merkur“ mit einem Fuß berührt.
An das wuchtige Postament der Säule lehnt sich das als Wand- bzw. Wannenbrunnen gestaltete Kosakenbrünnele.
Die Säule wurde früher auch Dorische Wassersäule genannt (obwohl sie ein jonisches Kapitell trägt) und wird heute bisweilen auch als Wasserturm oder Alter Wasserturm bezeichnet.

## Beschreibung

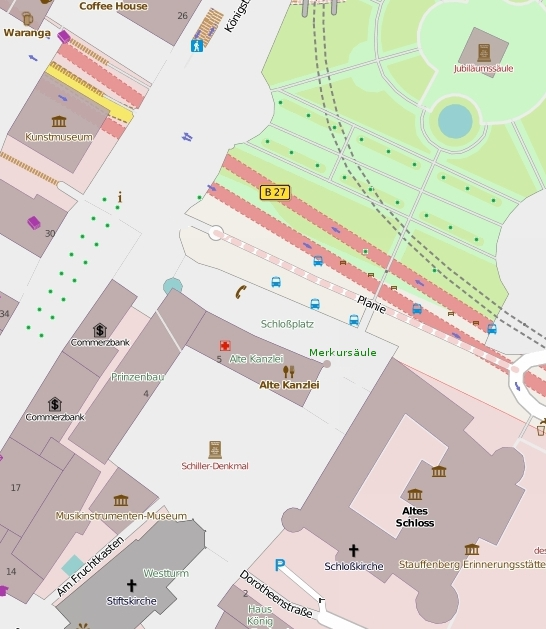
Lageplan, Alte Kanzlei und Merkursäule (= Alter Wasserturm).

Die Merkursäule in Stuttgart steht schräg gegenüber dem nordwestlichen Eingang des Alten Schlosses auf einer Linie zwischen der Stiftskirche und der Jubiläumssäule. Sie ist mit der Nordostecke der Alten Kanzlei verbunden, deren Dachfirst bis zur Höhe der Aussichtsplattform der Merkursäule reicht.

### Postament
Die Säule ruht auf einem etwa fünf Meter hohen und 2,5 Meter breiten Postament mit quadratischem Grundriss und abgeschrägten Ecken. Über einem niedrigen Sockel erhebt sich der durch drei umlaufende Bänder gegliederte Postamentkörper, der mit einem vorkragenden Gesims abschließt. An die Frontseite des Postaments lehnt sich das Kosakenbrünnele, und an der rechten Seite führt eine Holztür ins Innere der Säule, die allerdings nicht für den Publikumsverkehr freigegeben ist.

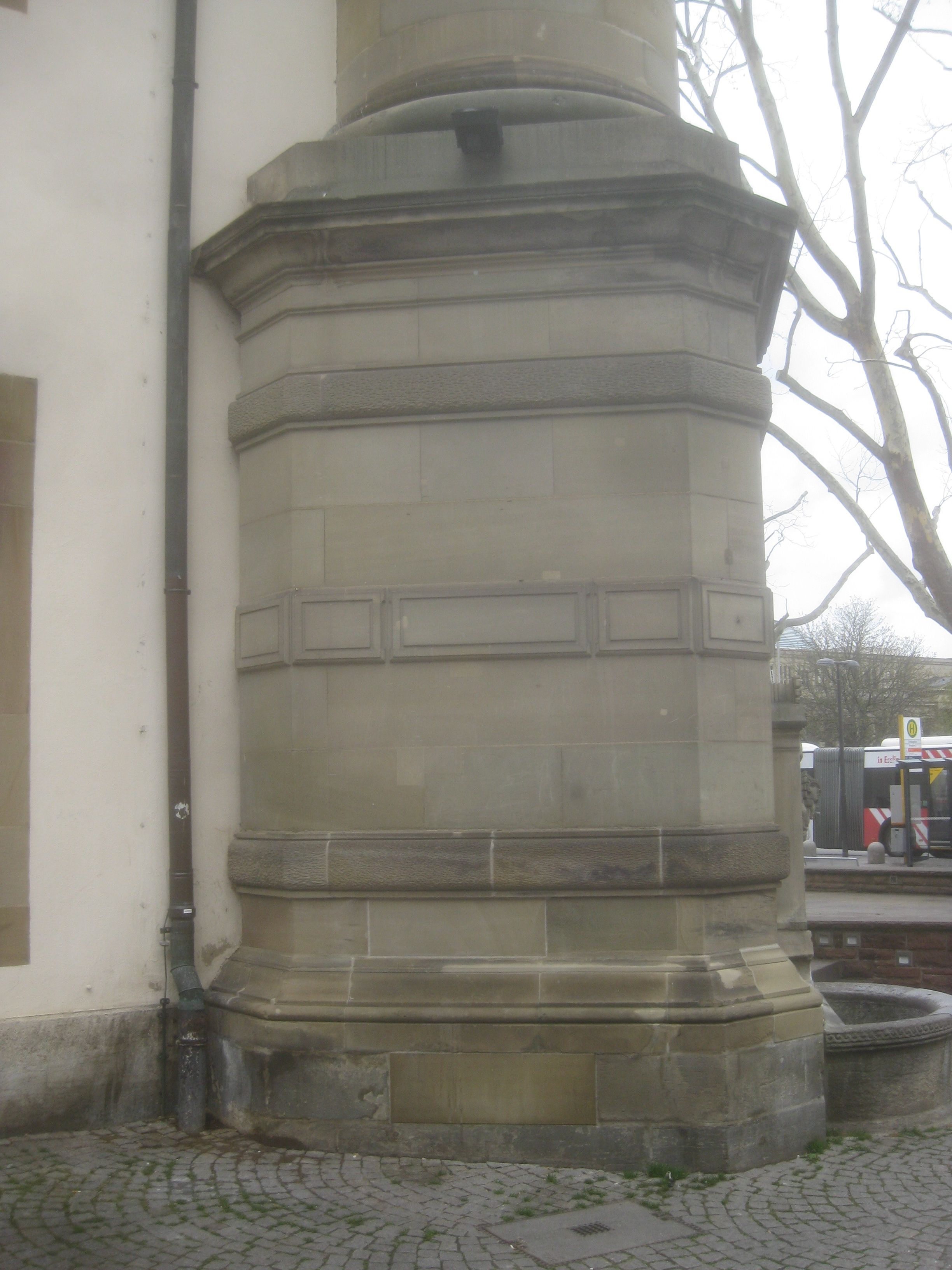
Linke Seite des Postaments.
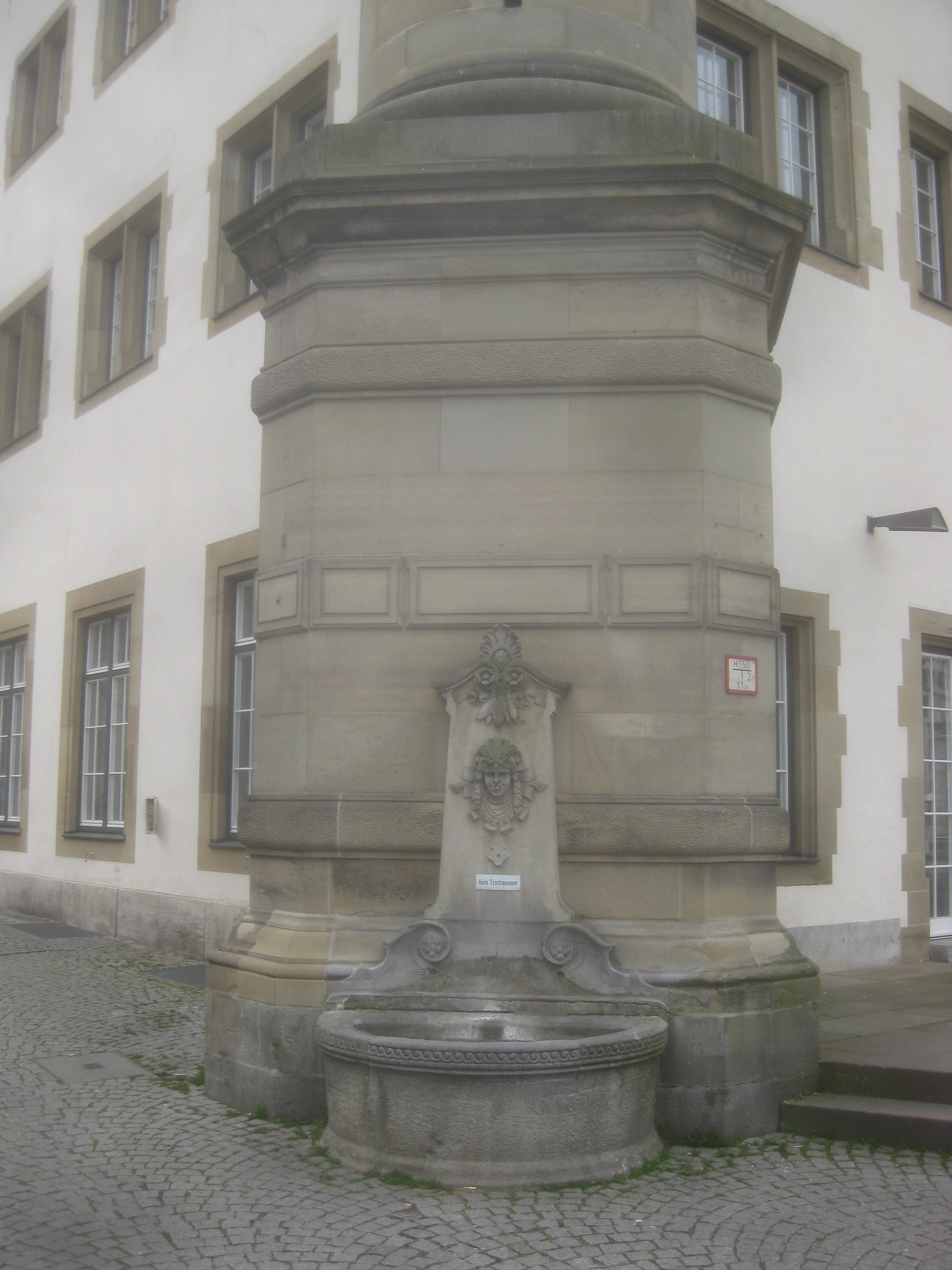
Frontseite mit Kosakenbrünnele.
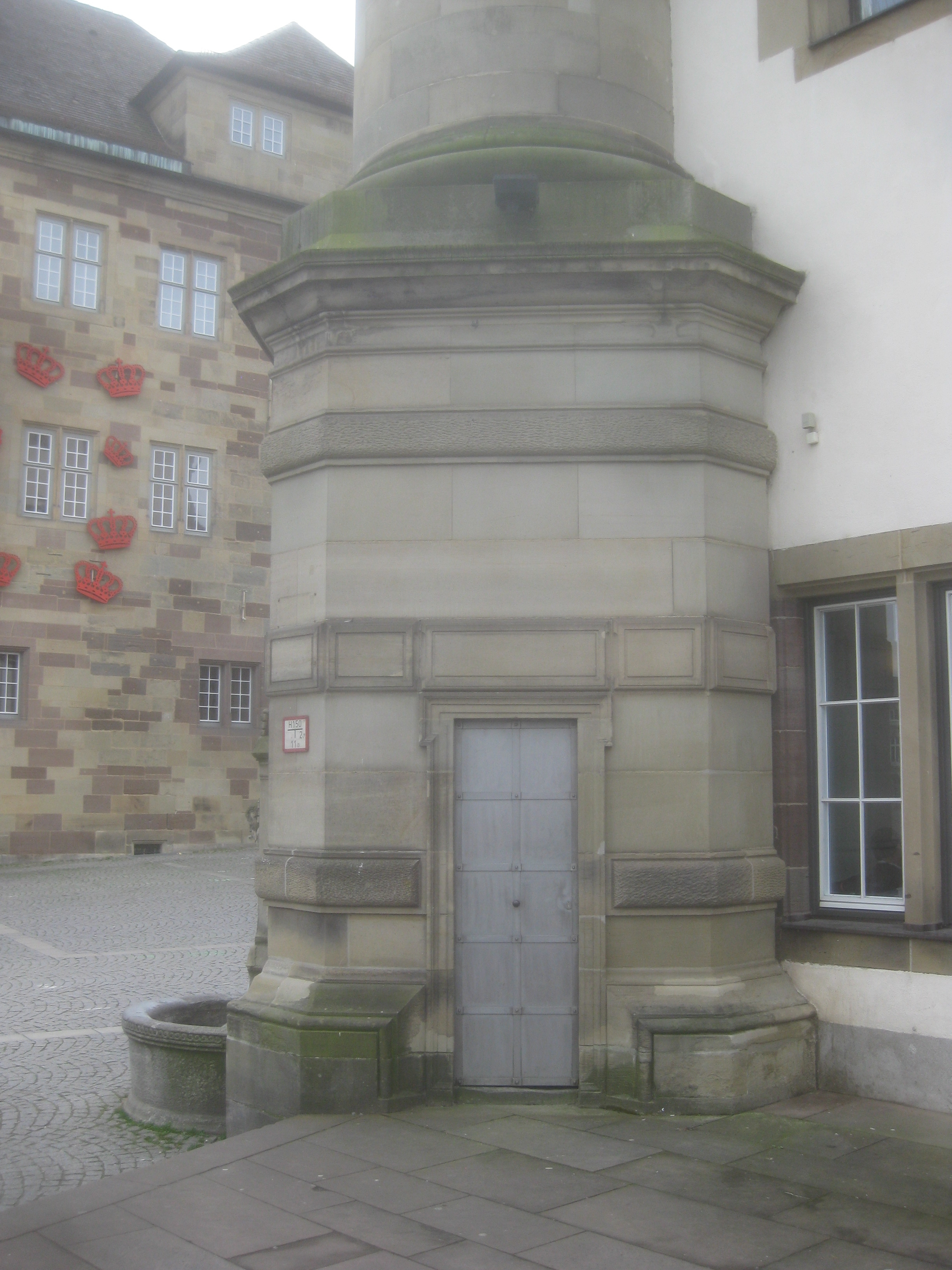
Rechte Seite mit Turmzugang.

### Säule

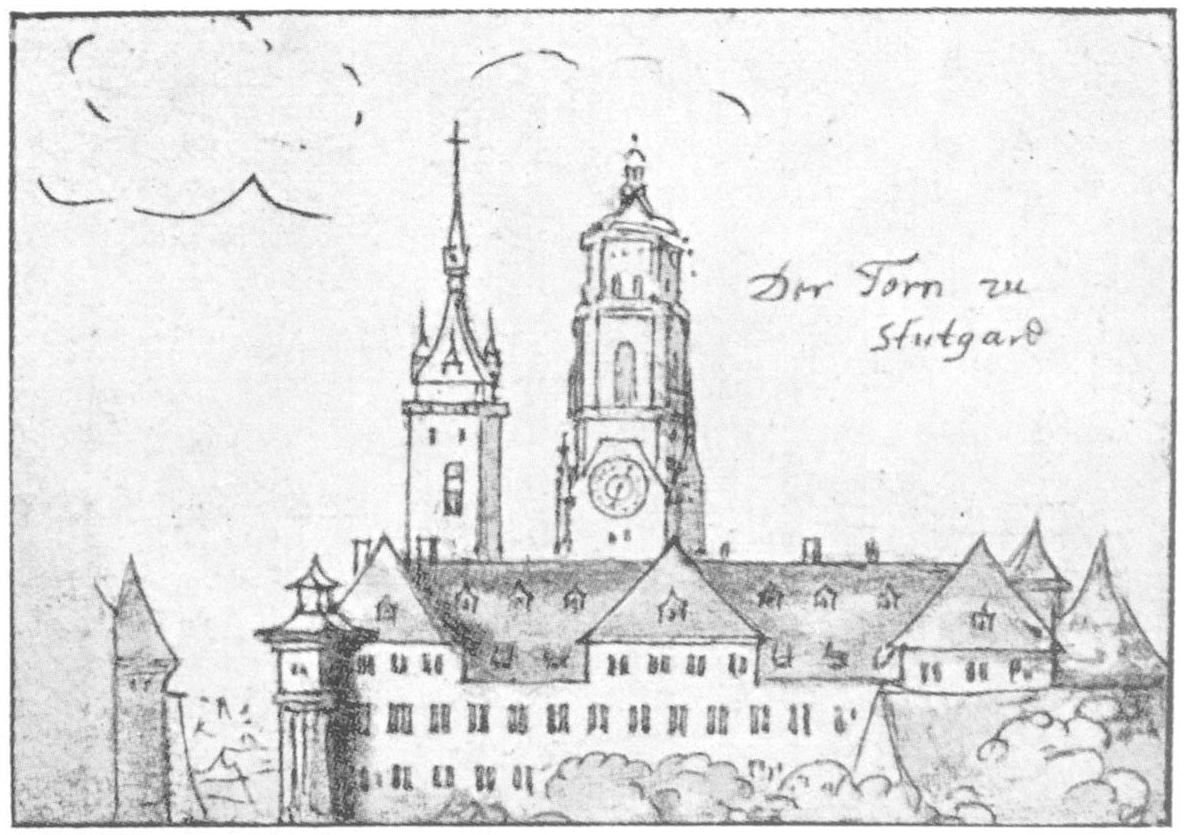
Alter Wasserturm an der linken Ecke der Alten Kanzlei, dahinter: Stiftskirche, 1628.

Die kolossale, über 20 Meter hohe Säule (ohne Standbild), die nach einem Entwurf von Heinrich Schickhardt erbaut wurde, zeigt die Entasis (Schwellung) einer klassischen Säule, ist aus Werkstein gearbeitet und an fünf senkrecht übereinanderliegenden Stellen mit schlitzartigen Öffnungen versehen. Die Säule birgt im Inneren eine Wendeltreppe, auf der man bis zur Aussichtsplattform hochsteigen kann.
Das von Wendel Dietterlin entworfene ionische Kapitell mit den typischen Voluten an den Ecken ist entsprechend dem Zeitgeschmack der Renaissance mit beschlagwerkartigen Ornamenten (hauptsächlich französischen Lilien) verziert. Es schließt mit zwei quadratischen Platten ab, einer echinusartigen Zwischenplatte, an der früher die Schutzgitter befestigt waren (die Befestigungslöcher sind noch erkennbar), und einer Deckplatte (Abakus), die die Aussichtsplattform trägt.

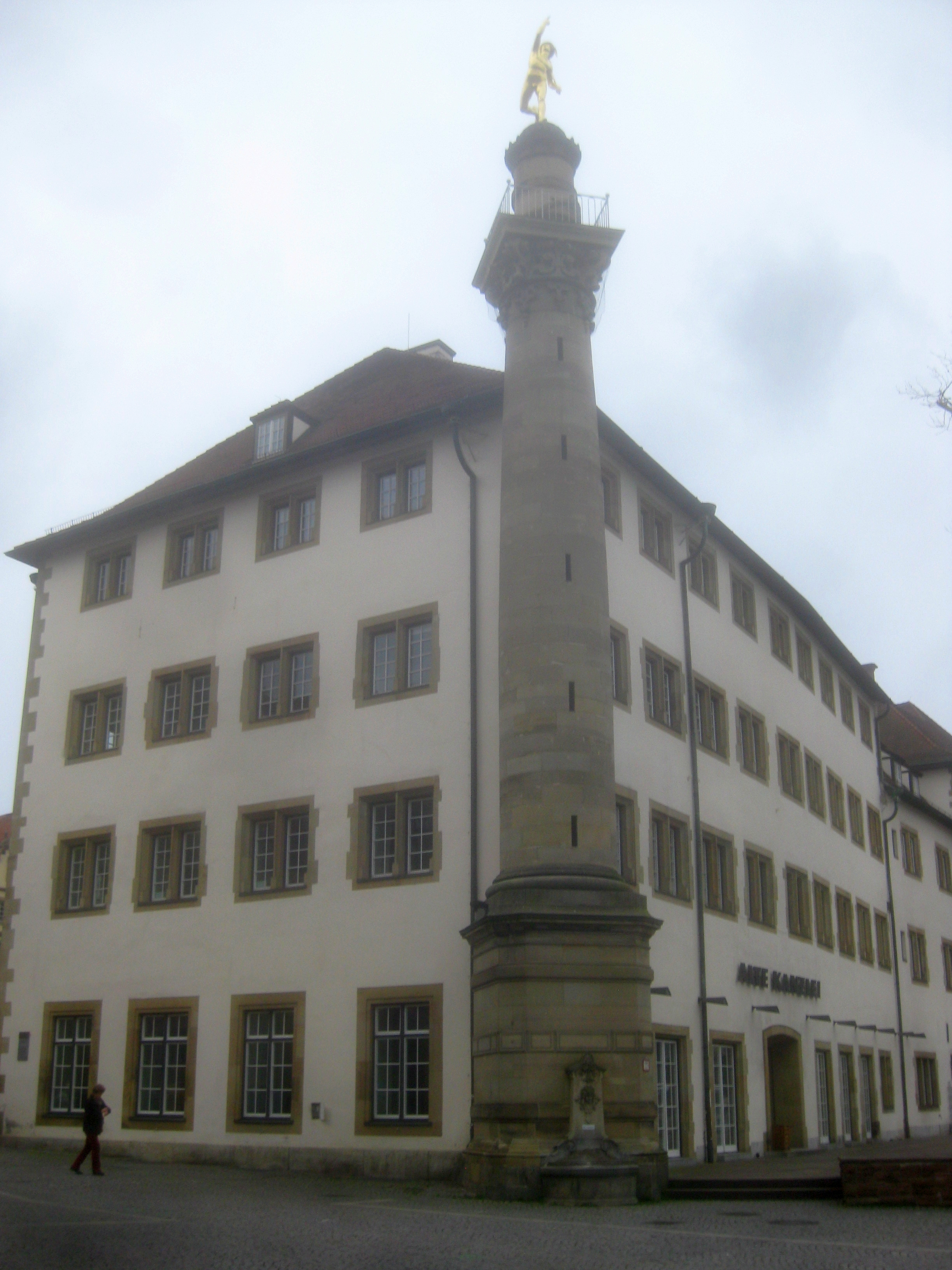
Merkursäule und Alte Kanzlei, 2014.
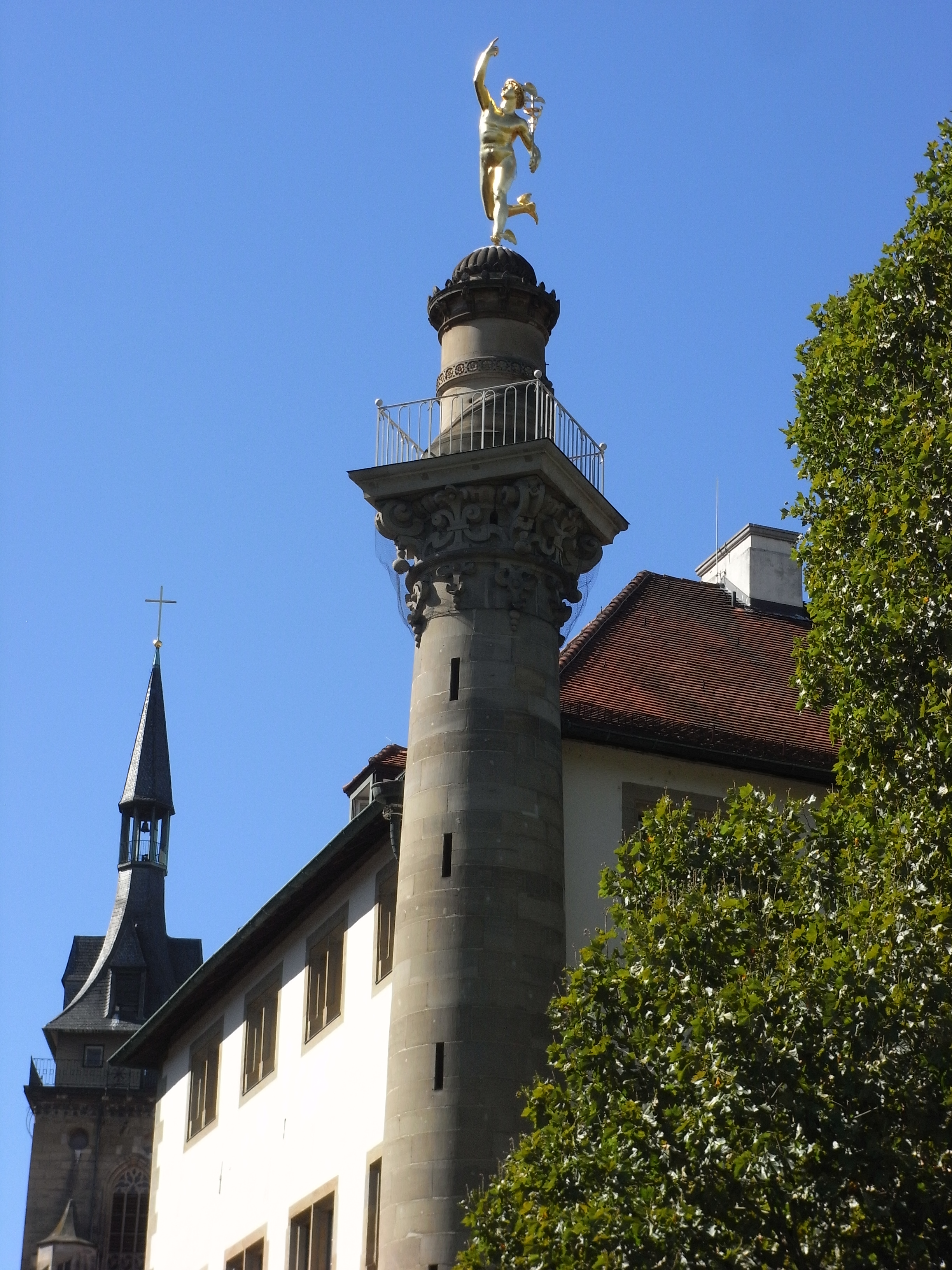
Merkursäule, 2011.
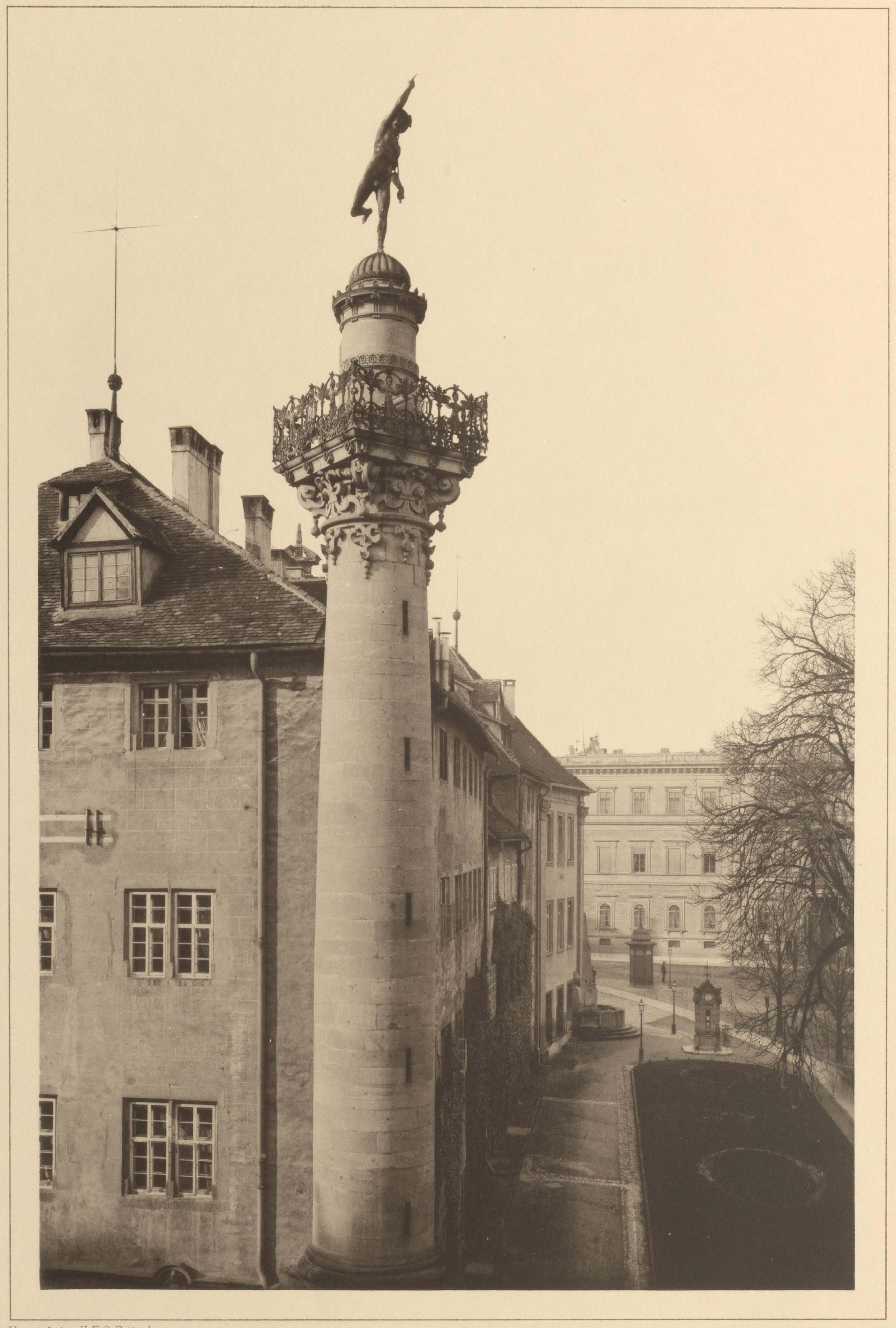
Merkursäule, 1885.
Merkursäule, Kapitell, 1889.

### Plattform
Die Aussichtsplattform wurde ursprünglich von einem kunstvollen, schmiedeeisernen Gitter geschützt, das reiche Ornamente und Engel mit ausgebreiteten Flügeln zierten. Heute ist die Plattform von einem einfachen Stabgitter umgeben, das an den vier Ecken eine Zierkugel trägt. Aus der Plattform erhebt sich als Säulenabschluss ein zylinderförmiger, etwa drei Meter hoher Stumpf, um den sich auf halber Höhe ein Rosetten-Band schlingt. Der Säulenstumpf schließt kapitellartig mit einer überkragenden, konsolgestützten Platte ab, die ringsum mit Blattornamenten besetzt ist, und wird von einer geriffelten, kürbisartigen Halbkugel gekrönt, auf die der „Schwebende Merkur“ seinen linken Fuß setzt.

### Merkur
Im Jahr 1862 wurde der Wasserkasten, der den Alten Wasserturm bisher krönte, durch die etwa drei Meter hohe Figur des „Schwebenden Merkur“ ersetzt. Der nackte Götterbote aus der griechisch-römischen Mythologie ist von kräftiger, athletischer Gestalt, die ausgeprägten Waden- und Gesäßmuskel weisen ihn als geübten Läufer aus, der durch seine geflügelten Füße und einen Flügelhelm seinem göttlichen Auftrag umso besser gerecht wird. Mit seinem linken Fuß, auf dem das ganze Körpergewicht lastet, berührt der „Jüngling in Gold“ die geriffelte Halbkugel, die den Säulenstumpf über dem Kapitell abschließt.
Die übrigen Gliedmaßen des vorwärtseilenden Götterboten schwingen in scheinbarer Schwerelosigkeit durch die Luft: das nachgezogene, halb angewinkelte rechte Bein, die nach unten gestreckte Linke, die stolz den Merkurstab, das Zeichen seiner göttlichen Sendung, emporhält, und den emporgereckten rechten Arm, der mit dem Zeigefinger in den Himmel auf seinen „göttlichen Auftraggeber“ über ihm verweist. Dem Zeigefinger folgt der Blick des hochgewandten schönen Hauptes, das von einem unter dem Helm hervorquellenden Lockenkranz umrahmt wird.

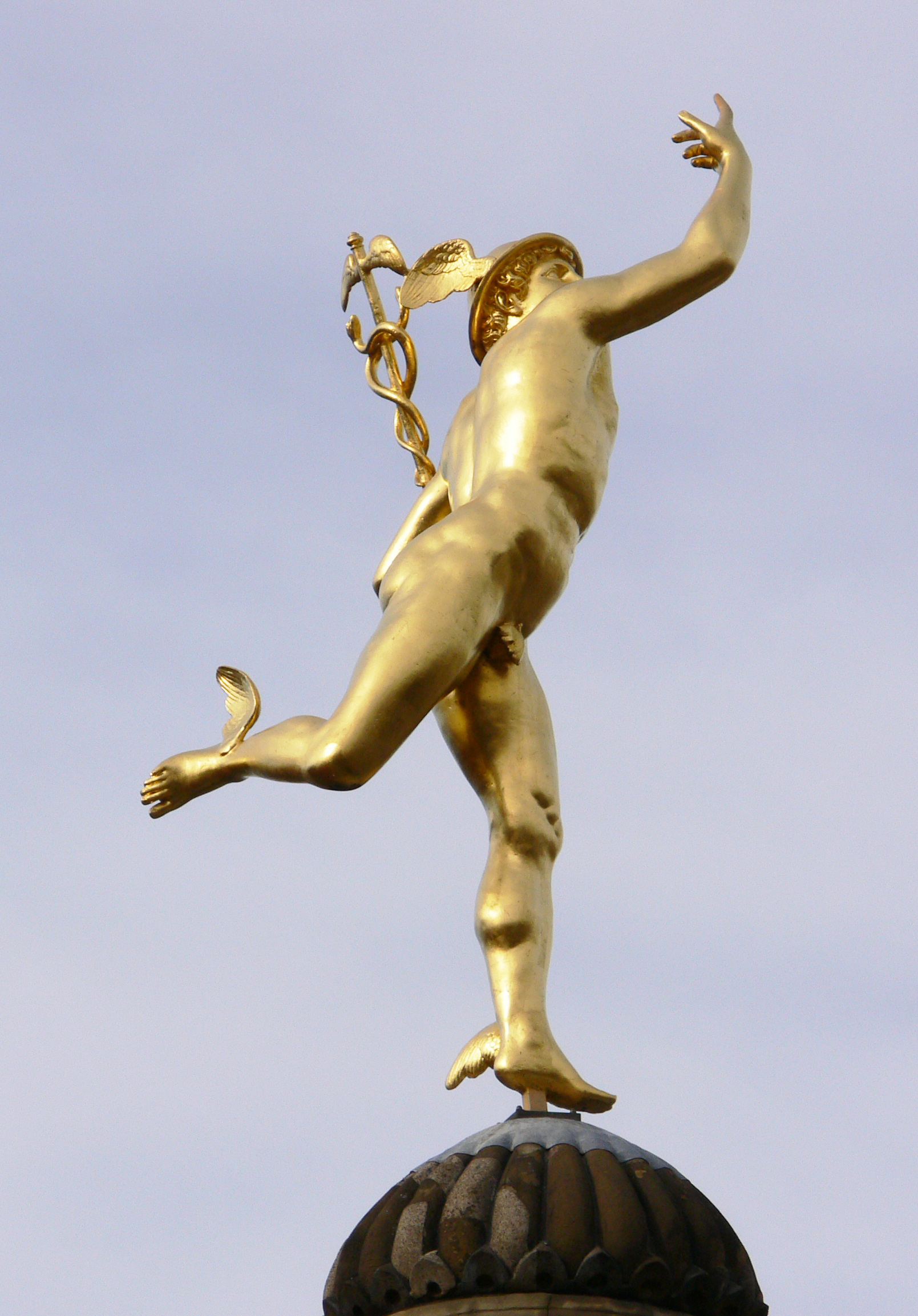
Merkur von Ludwig Hofer nach Giovanni Bologna
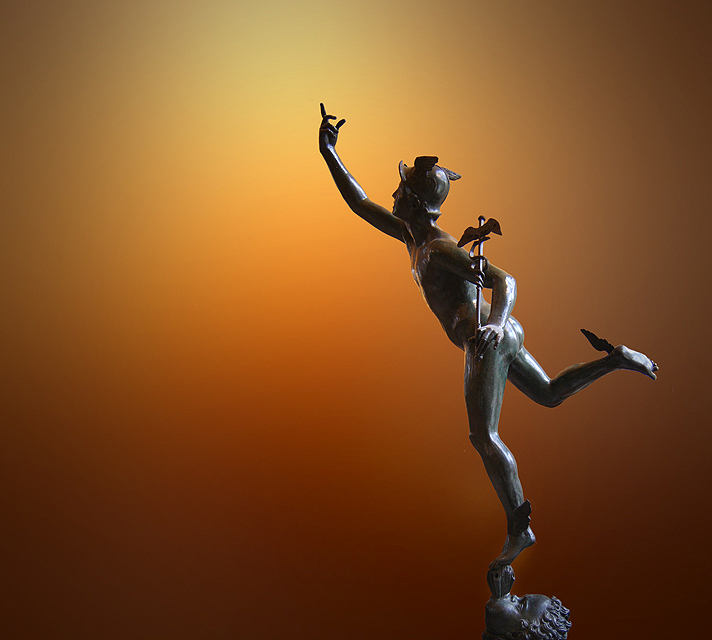
Merkur von Giovanni Bologna im Louvre

Die Plastik wurde ursprünglich von Ludwig von Hofer, Hofbildhauer des württembergischen Königs Wilhelm I., nach einem bronzenen Merkur von Giovanni Bologna aus dem Jahr 1580 kopiert. Bolognas Skulptur besticht u. a. durch die kunstvolle, schraubenförmig gewundene Darstellung des Körpers, ein Stilmerkmal des Manierismus, dessen Grundmuster, die Figura serpentinata (Schraubenfigur), bis auf die vorchristliche Laokoon-Gruppe zurückgeht und in der Renaissance u. a. auch von Leonardo da Vinci, Raffael und Michelangelo wieder aufgegriffen wurde.
Hofers Merkur unterscheidet sich in zwei auffälligen Merkmalen von seiner Vorlage:
- Sein Merkur tänzelt auf einer Halbkugel, während Bolognas Statue auf einer Luftsäule balanciert, die aus dem Mund des Windgotts Zephyr emporschießt, und dadurch das leichtfüßige Schweben der Figur unterstreicht. Möglicherweise verzichtete Hofer auf dieses Detail, weil der Zephyrkopf aus der Froschperspektive des vorübergehenden Betrachters ohnehin kaum wahrgenommen würde.
- Hofer ersetzte den intensiven Oberflächenglanz des Originals durch die Vergoldung der Figur, deren Strahlkraft auch den entfernten Beobachter erreicht.

Die ursprüngliche Zinkgussstatue wurde nach ihrer Beschädigung im Zweiten Weltkrieg 1995 durch einen vergoldeten Bronzeguss der Kunstgiesserei Strassacker in Süssen ersetzt.

### Kosakenbrünnele
Das Kosakenbrünnele ist ein Wandbrunnen, der sich mit seiner Rückwand an die Frontseite der Merkursäule lehnt. Der Brunnen wurde aus Sandstein gehauen und ist etwa 2,5 Meter hoch und 1,7 Meter breit. Die Wandpartie des Brunnens ist als Stele gearbeitet. Sie ruht auf einer verbreiterten Basis mit flankierenden Voluten, die sich nach innen um Rosetten rollen. Den Abschluss der Stele bildet ein von einer Muschel bekrönter gebrochener Giebel, dessen beide geschwungenen, volutenartigen Hälften sich ebenfalls um zwei Rosetten rollen, von denen Fische und andere Meerestiere herabhängen.
Der von Muscheln, Beschlag- und Rollwerk umgebene Kopf eines Mädchens im Zentrum der Stele trägt ein reich verziertes Diadem und eine Perlenkette um den Hals und speist die halbrunde Brunnenwanne mit Wasser aus seinem Mund.
Nach einer Legende erhielt der Brunnen den Namen Kosakenbrünnele, weil in Stuttgart einquartierte Kosaken im russisch-deutschen Feldzug gegen Napoleon 1814 dort ihre Pferde zu tränken pflegten. Ursprünglich war der Brunnen rechts neben der Säule angebracht und wurde nach der Installation der Merkurstatue umgesetzt und mit der Merkursäule verbunden.

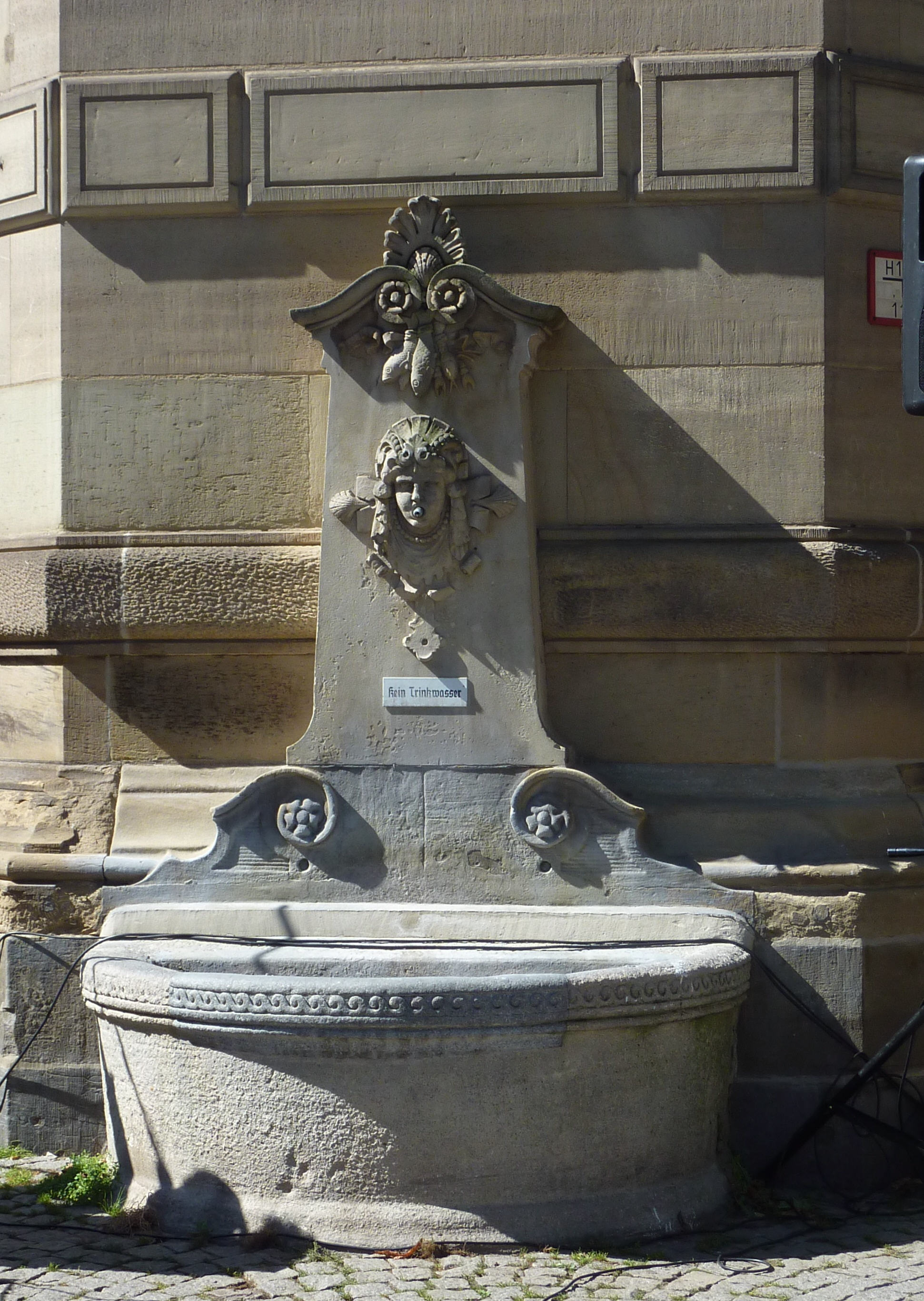
Kosakenbrünnele, 2011.
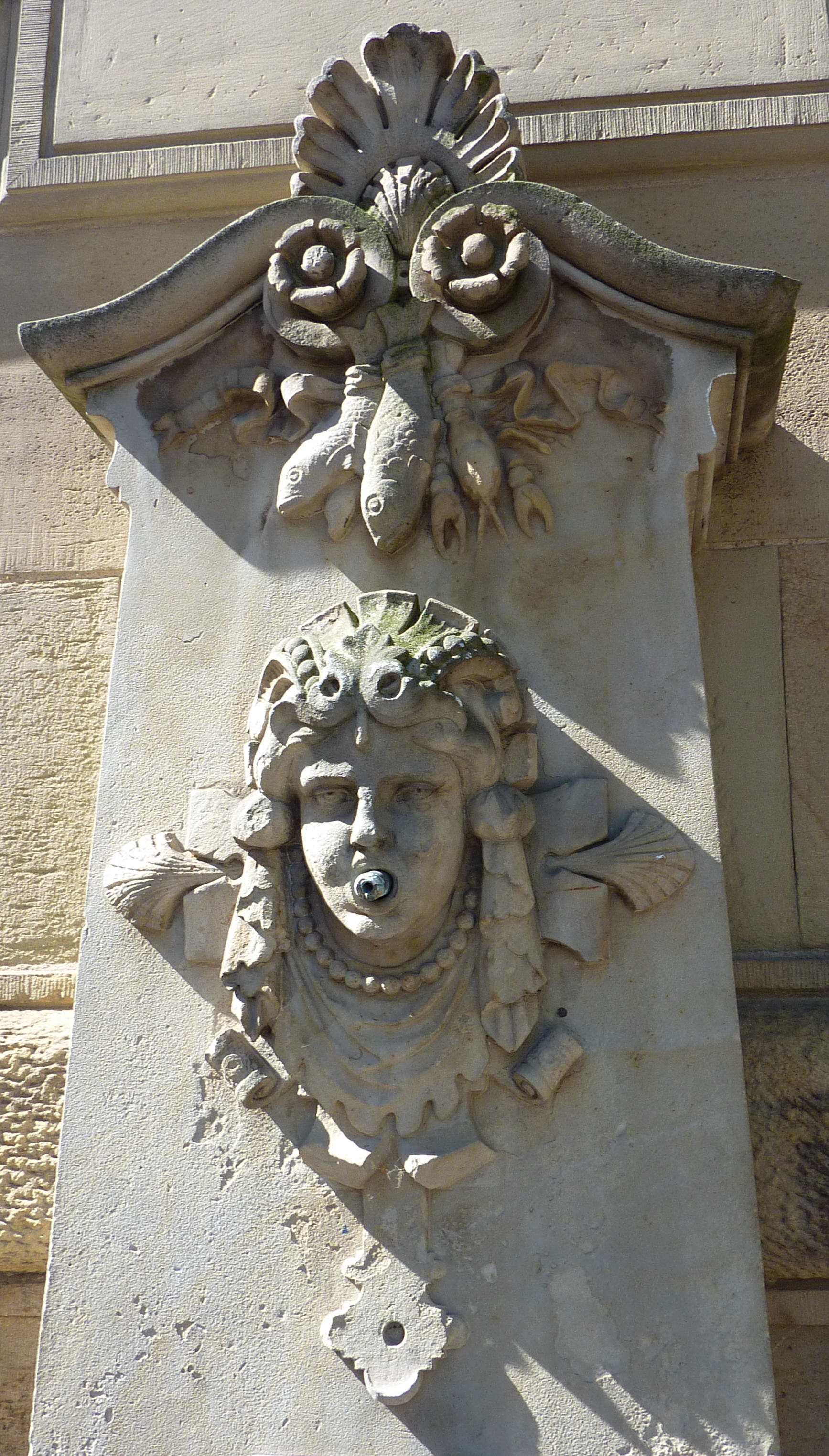
Ausschnitt.
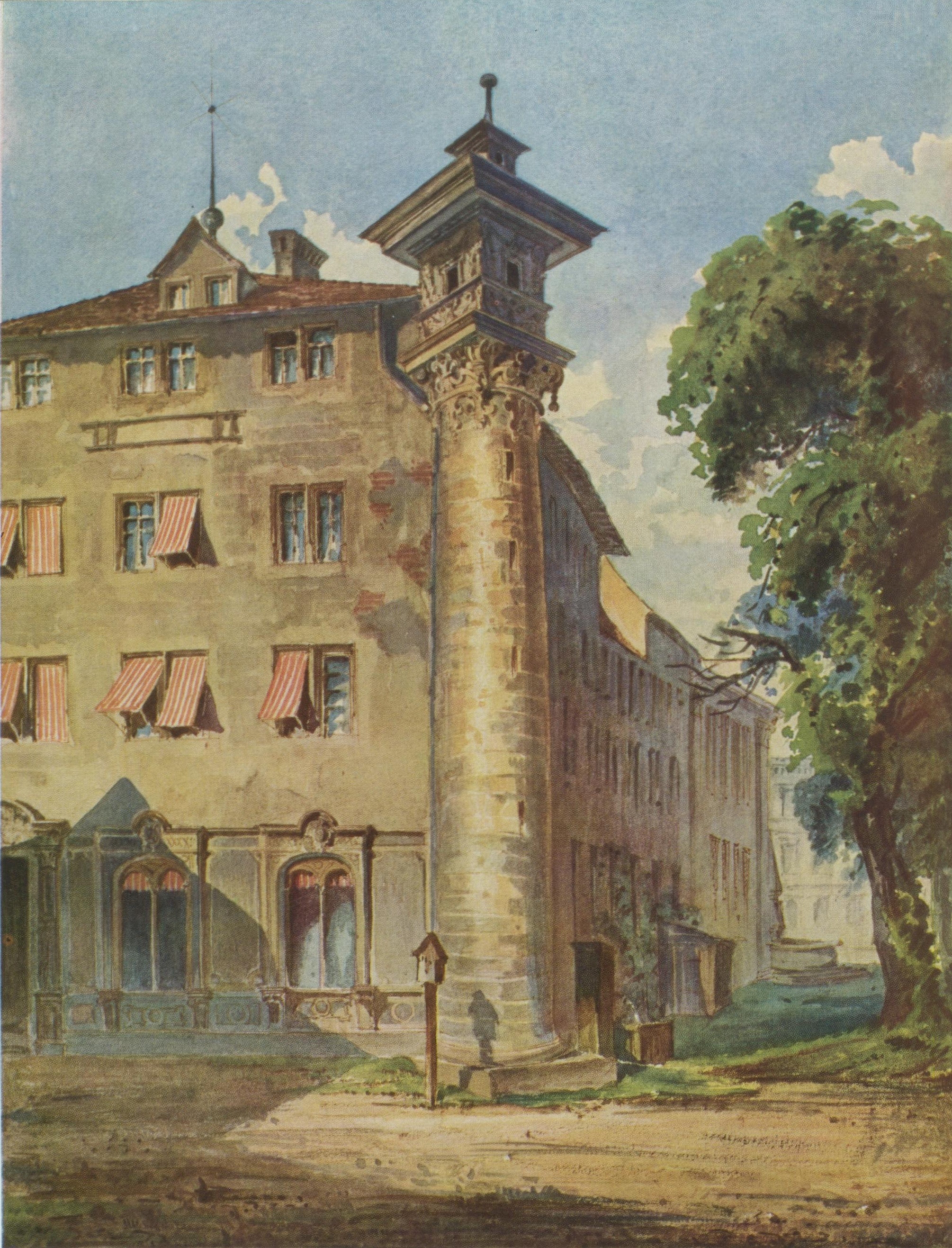
Das Kosakenbrünnele war vor 1862 noch rechts neben der Säule angebracht.

## Geschichte

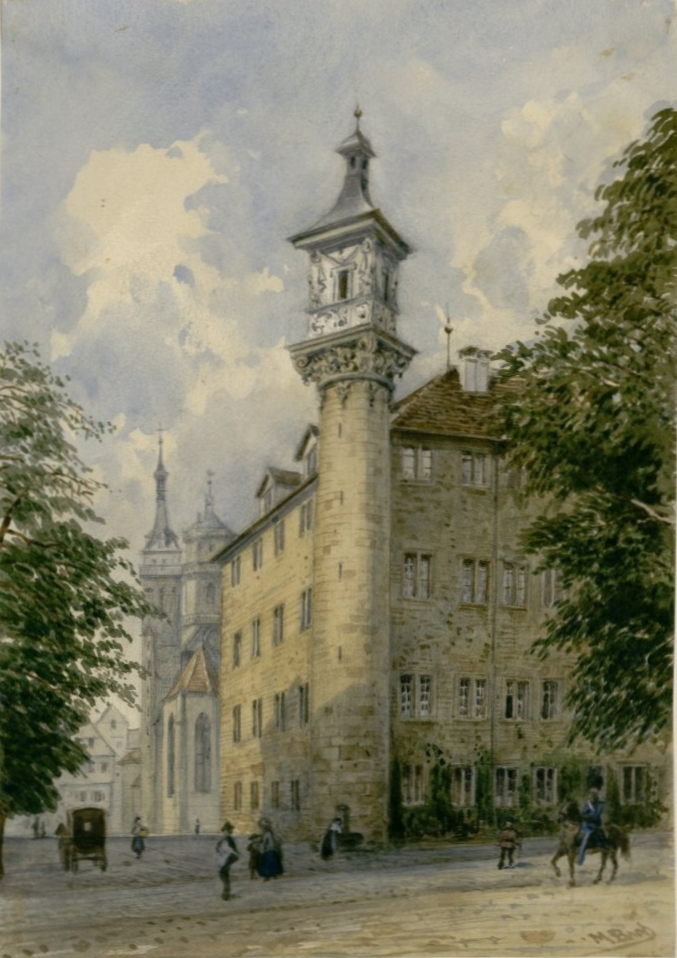
Alter Wasserturm bis 1862.

„Zur Speisung der Wasserwerke im Lustgarten und der Brunnen im Alten Schloss ließ Herzog Friedrich im Jahr 1598 [von Heinrich Schickhardt (Säule) und Wendel Dietterlin (Kapitell)] einen Wasserturm an der Nordostecke der Alten Kanzlei errichten.“ Der Turm wurde von einem Wasserkasten über dem Kapitell der sogenannten „Dorischen Säule“ gekrönt und schloss mit einem eleganten, sich zu einer schlanken Laterne verjüngenden Dach ab.
Im Zuge des Umbaus der Alten Kanzlei 1861–1864 sollte nach dem Willen von König Wilhelm I. der inzwischen überflüssige Wasserkasten von dem Wasserturm entfernt und durch eine Kopie des Merkur von Giovanni Bologna ersetzt werden. Der Hofbildhauer Ludwig von Hofer schuf das Modell, das von Wilhelm Pelargus in Zink gegossen wurde. Hofers Merkur wurde im Zweiten Weltkrieg erheblich beschädigt und nach dem Krieg durch einen Aluminiumguss ersetzt. Auf Grund starker Korrosion musste diese Kopie 1995 gegen eine beständigere Version ausgetauscht werden. Die Kunstgiesserei Strassacker in Süssen schuf daraufhin 1995 anhand der im Alten Schloss gelagerten Überreste der Originalstatue
eine Kopie in vergoldetem Bronzeguss.

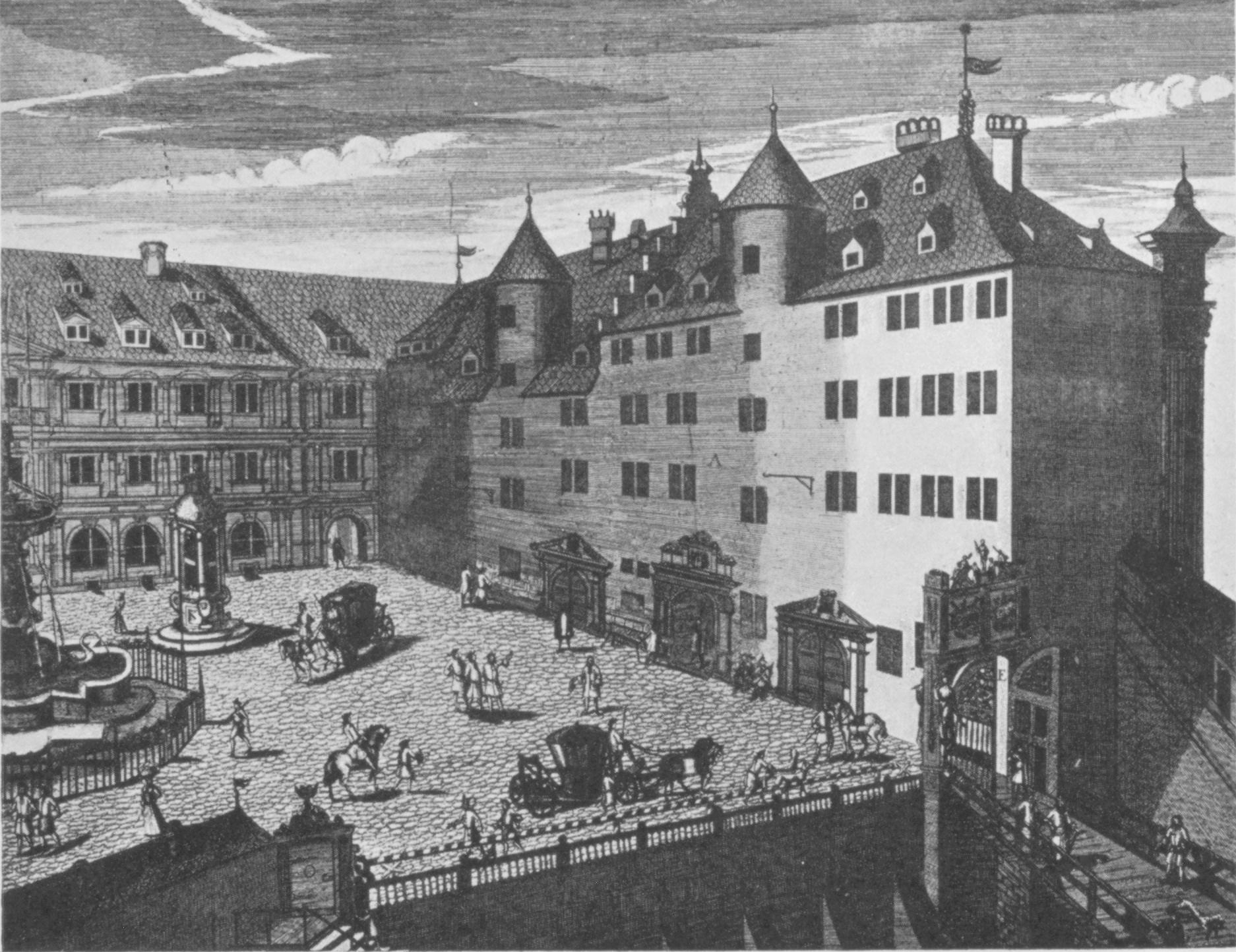
Damaliger Schlossplatz, heutiger Schillerplatz, rechts: Alter Wasserturm, 1710.
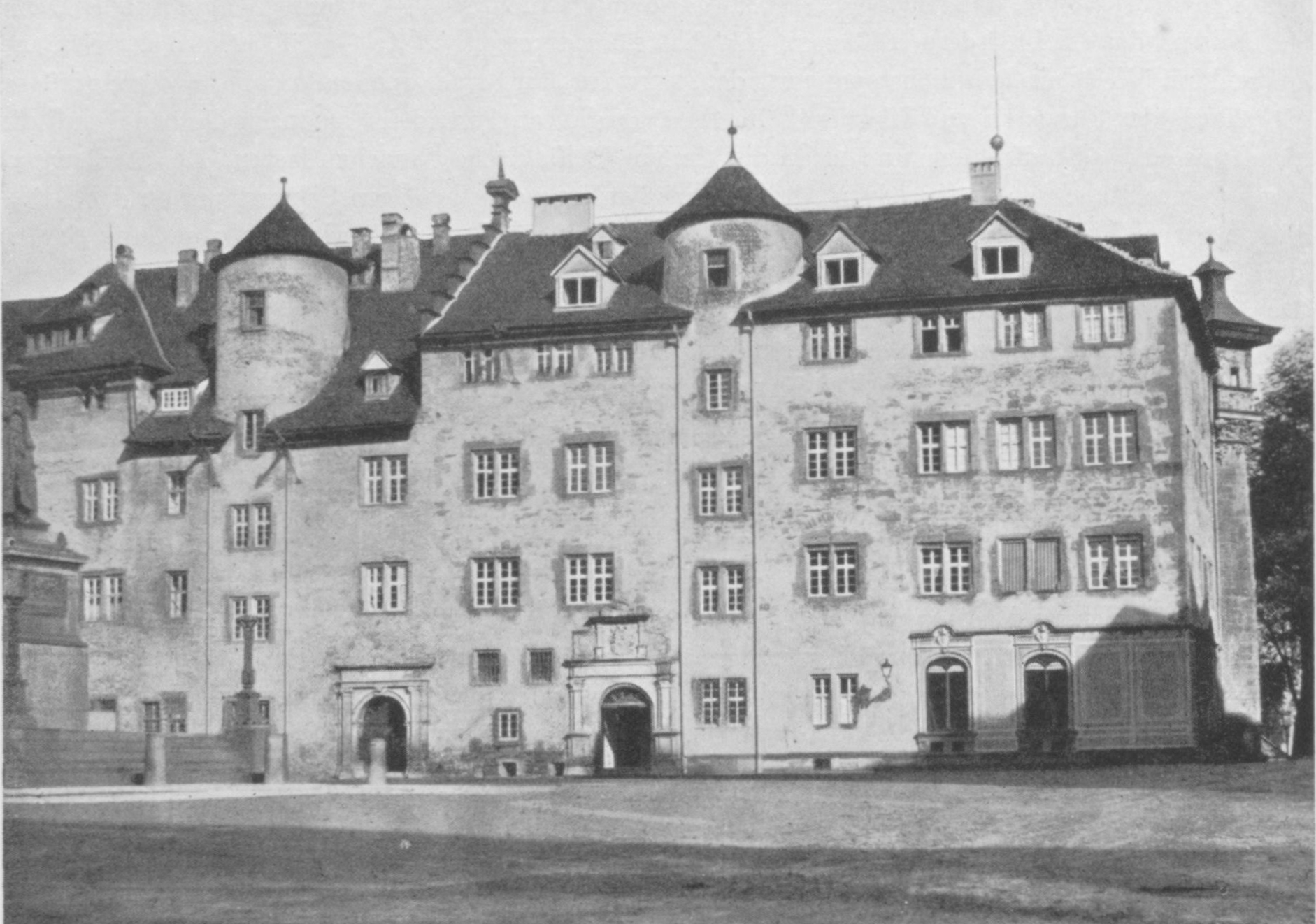
Alte Kanzlei, rechts: Alter Wasserturm, 1860.
Alter Wasserturm, Kapitell und Wasserkasten, 1889.